# Romancecar
Romancecar (小田急ロマンスカー, Odakyū Romansukā) est le nom donné aux trains express de la compagnie Odakyu au Japon. Ces trains assurent les services express touristiques entre Tokyo et Odawara, Hakone, Gotenba et Enoshima.

## Histoire
Les premiers trains Romancecar de la série 3000 ont été mis en service en juillet 1957.
Un musée consacré à l'histoire des Romancecar ouvre les portes en avril 2021 à Ebina. Le directeur du musée et ancien conducteur des Romancecar remarque qu'il y a peu de différences au point de vue sécurité entre ce type de train et un train normal, sauf que la Romancecar est plus rapide qu'un train normal. Avec les nombreuses courbes sur la ligne Odakyu le conducteur doit faire attention en appliquant les freins afin d'éviter des vibrations et autres problèmes arrivant en gare avec le train. Le directeur explique que le nom "Romancecar" porte un certain allure romantique, notant que les sièges causeuses (ou loveseats, "sièges romantiques") deviennent populaires durant les années 1950 aux cinémas et cafés au Japon, donc le chemin de fer décide d'en installer dans leurs trains .

## Matériel roulant

### Actuel
- Série 70000 GSE (depuis 2018)
- Série 60000 MSE (depuis 2008)
- Série 30000 EXE (EXEα)[5] (depuis 1996)

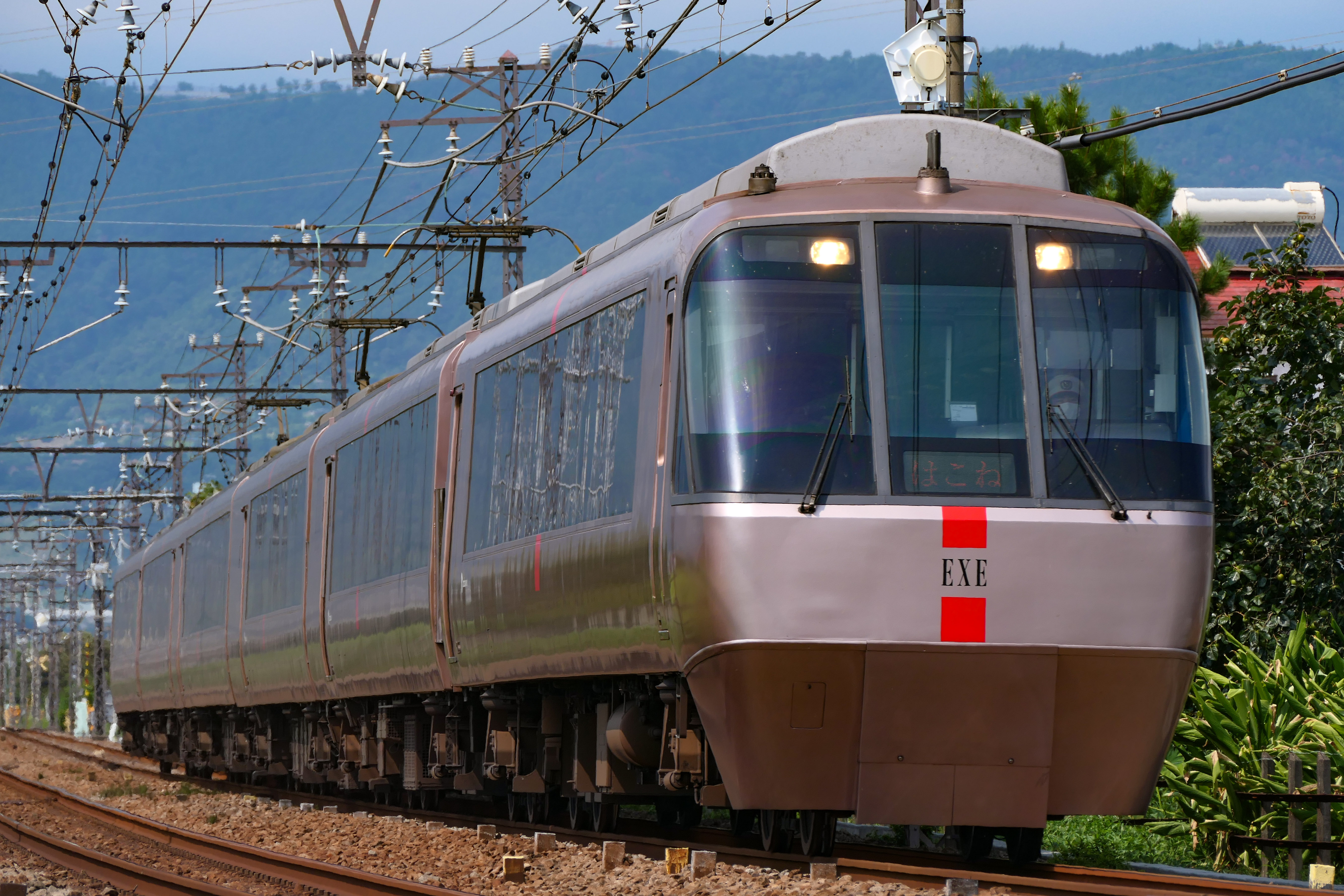
Série 30000 EXE
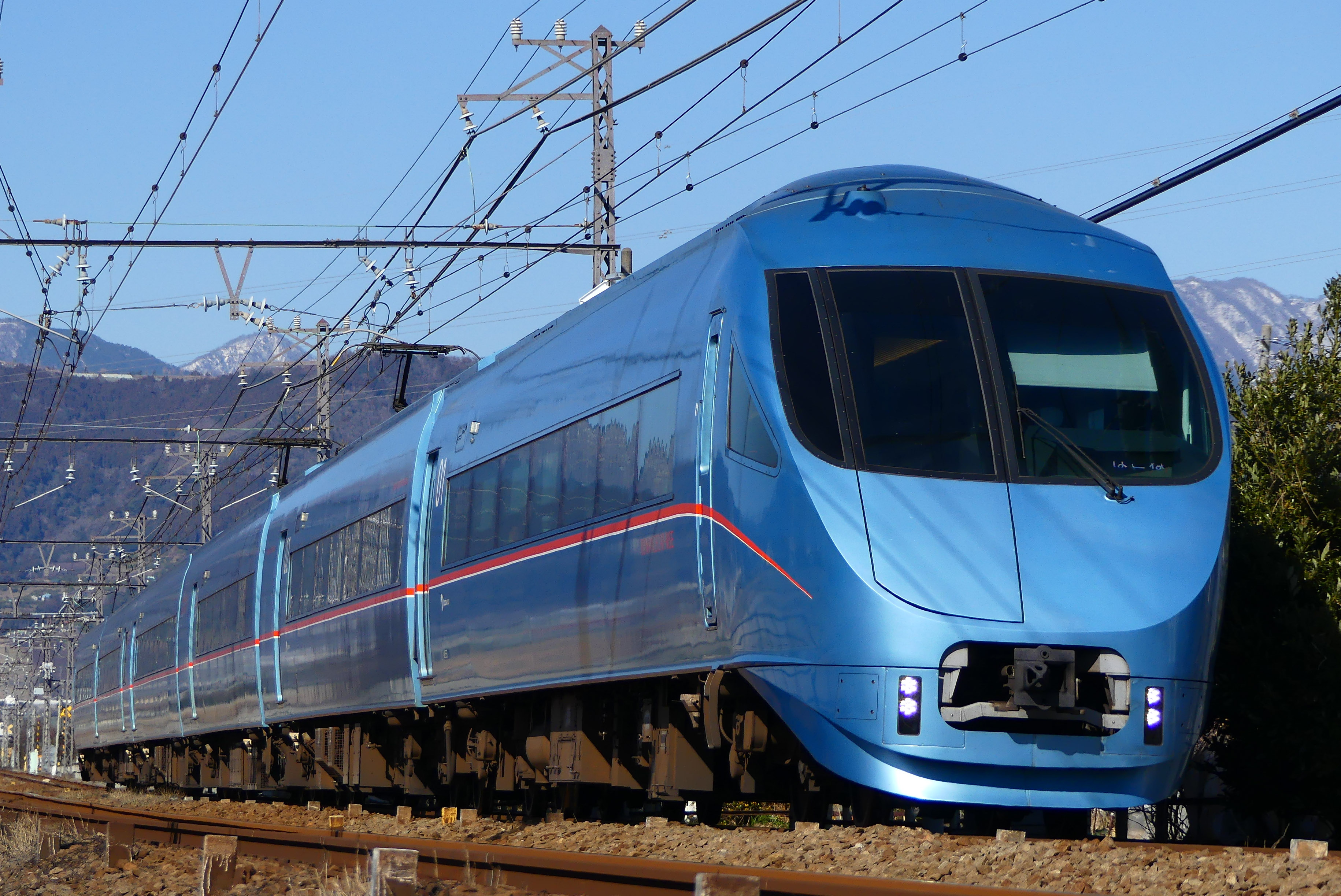
Série 60000 MSE
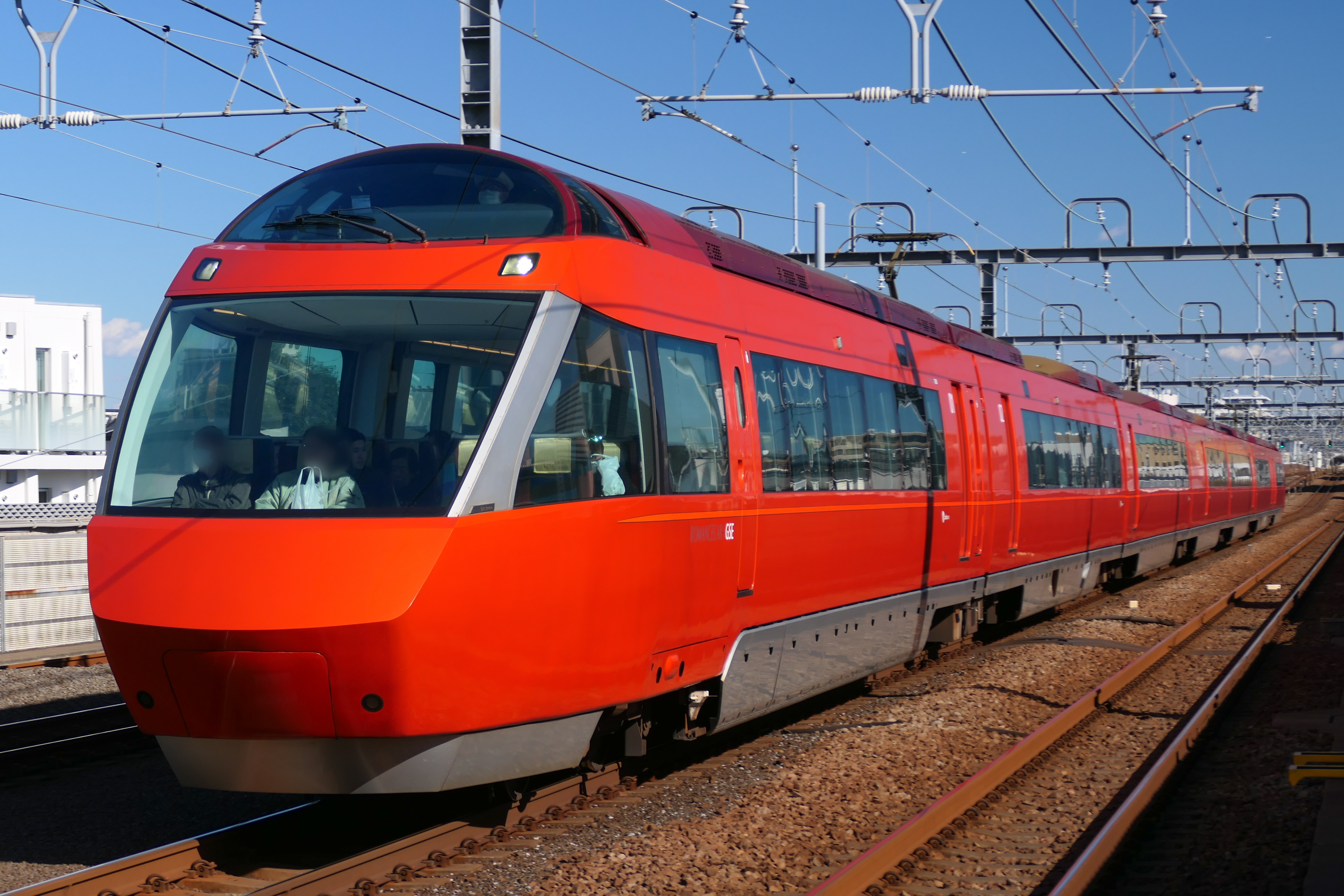
Série 70000 GSE

### Passé
- Série 50000 VSE (2005-2023)
- Série 20000 RSE (1991-2012)
- Série 10000 HiSE (1987-2012)
- Série 7000 LSE (1980-2018)
- Série 3100 NSE (1963-2000)
- Série 3000 SE (1957-1991)

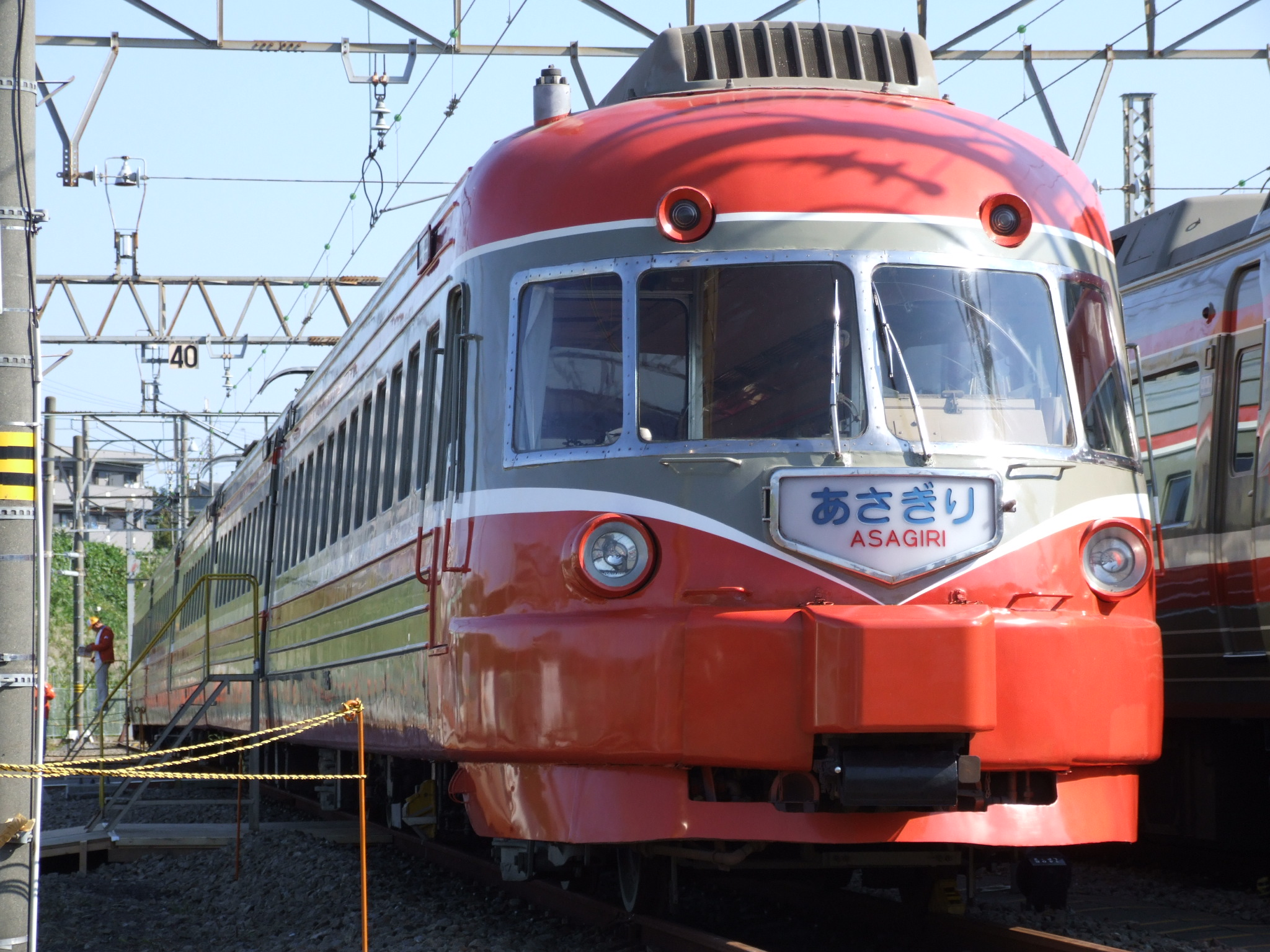
Série 3000 SE
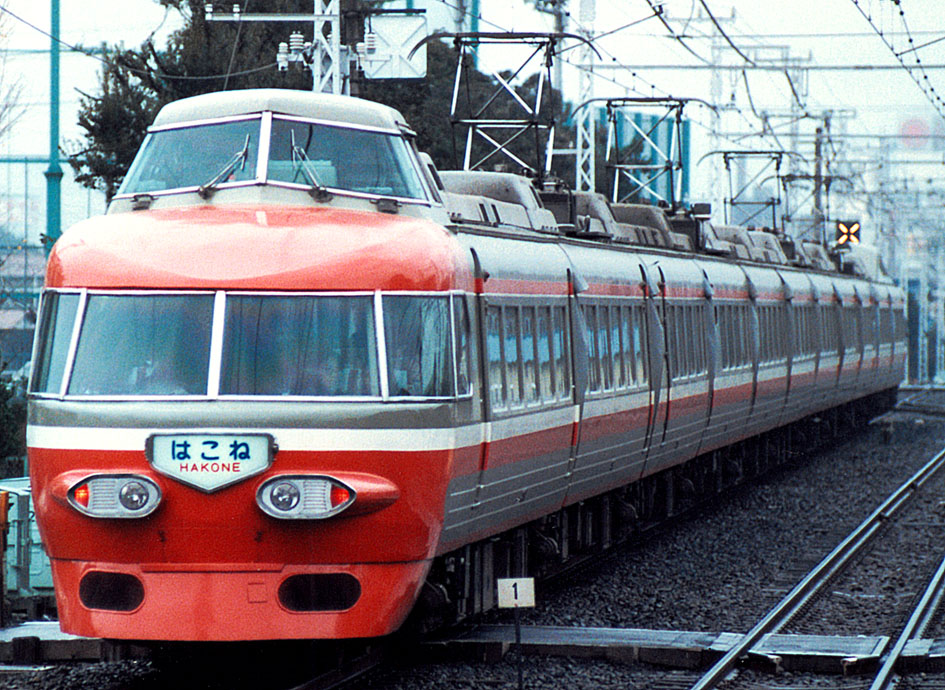
Série 3100 NSE
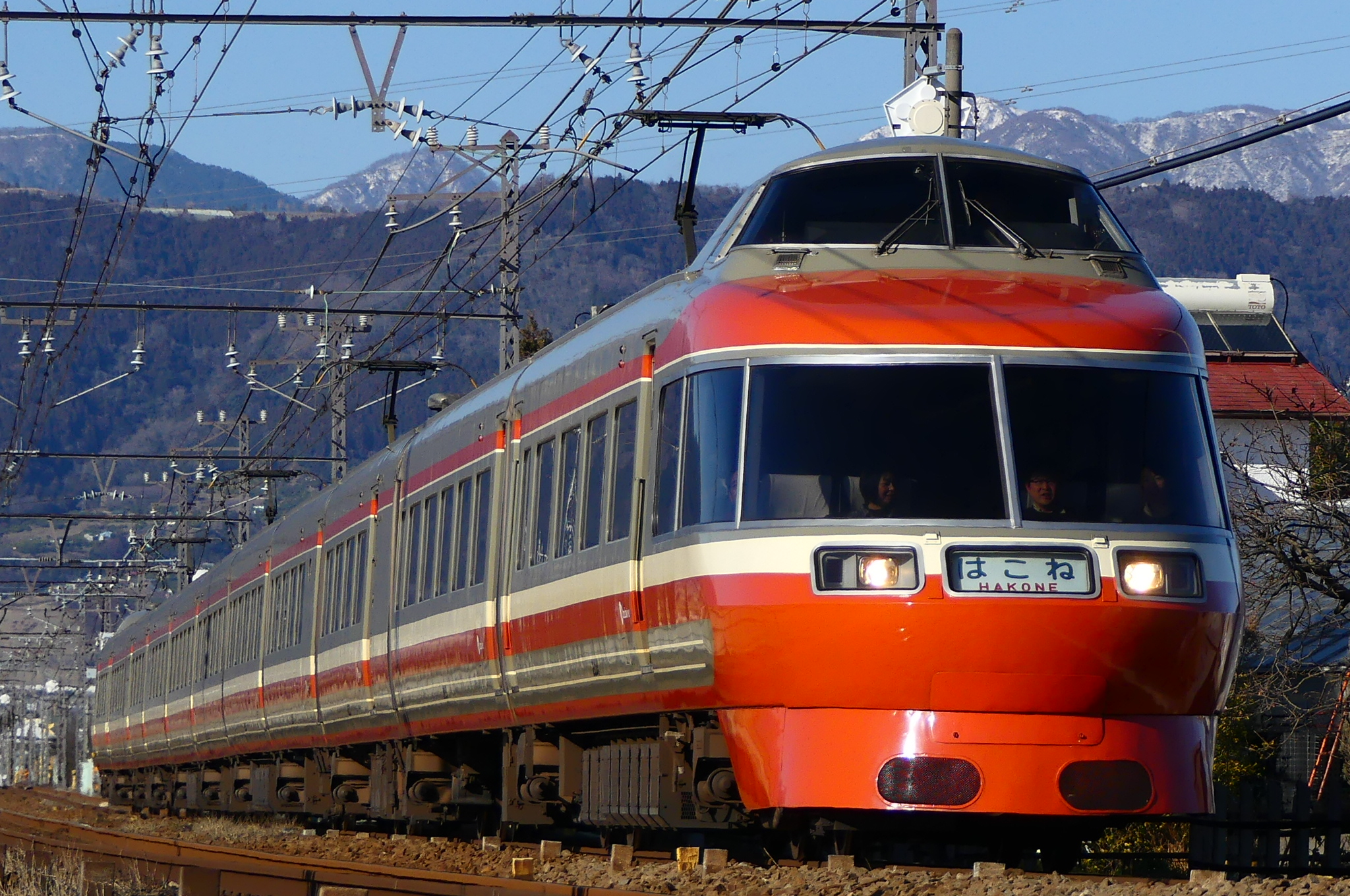
Série 7000 LSE
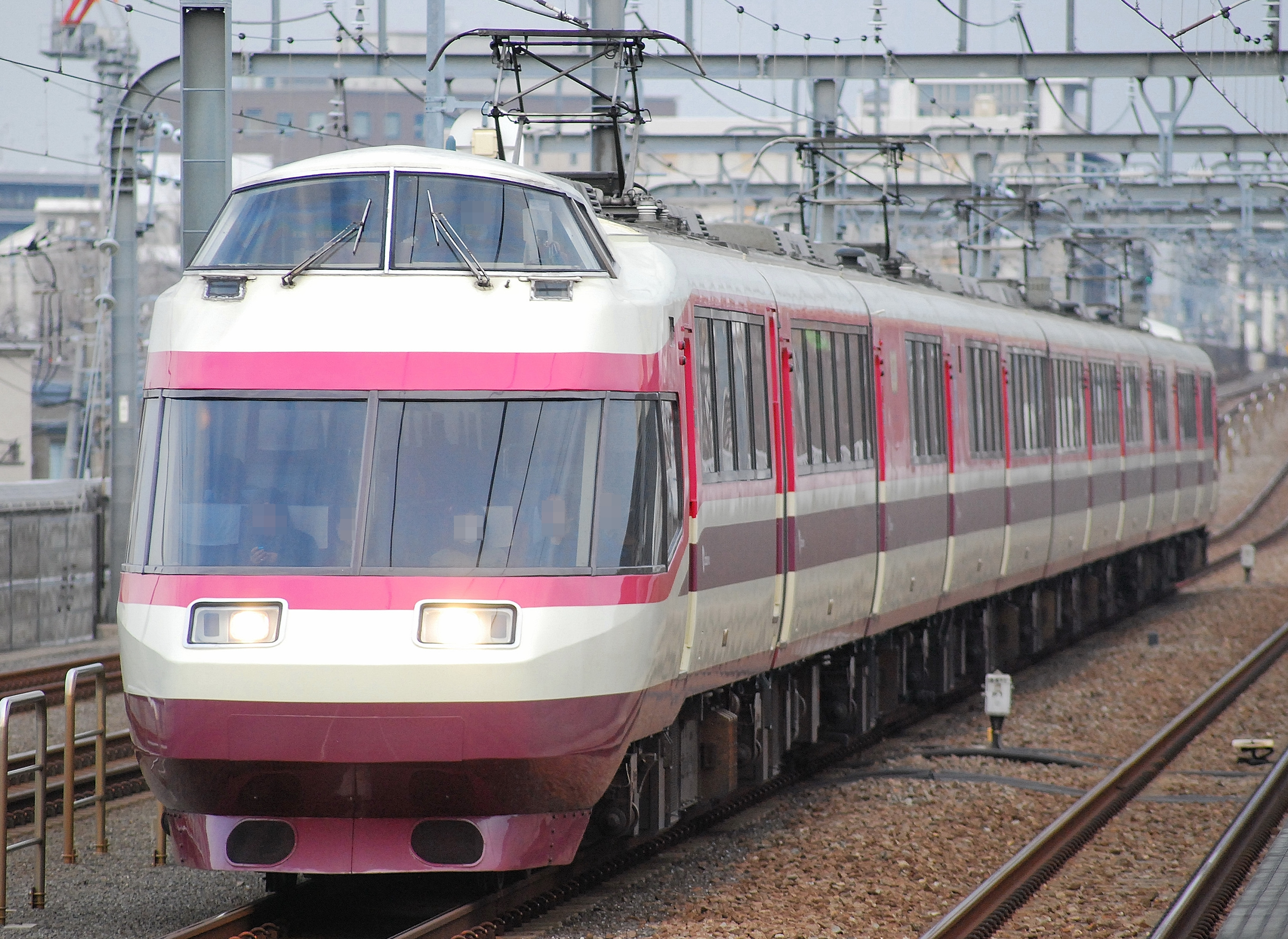
Série 10000 HiSE
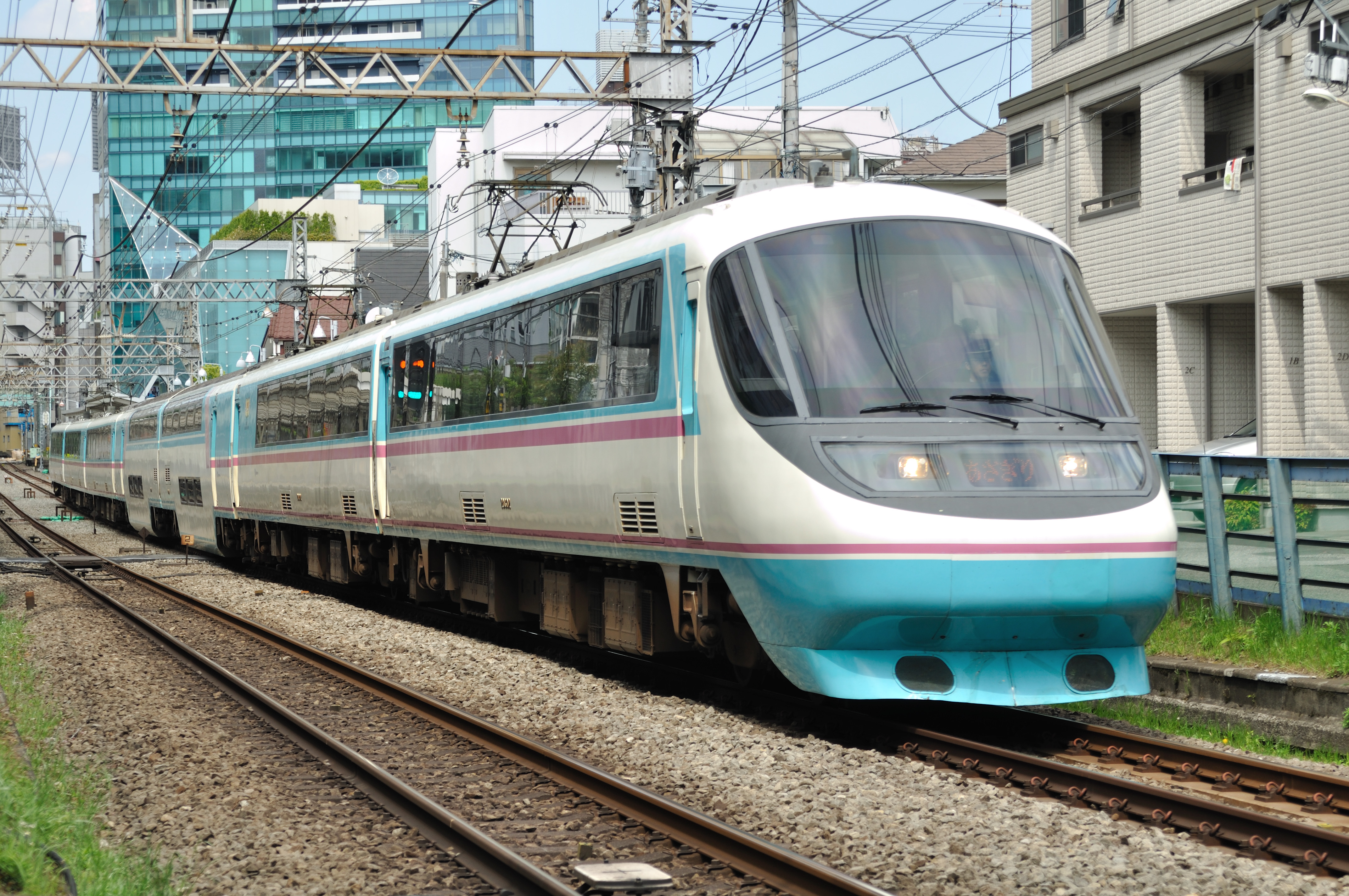
Série 20000 RSE
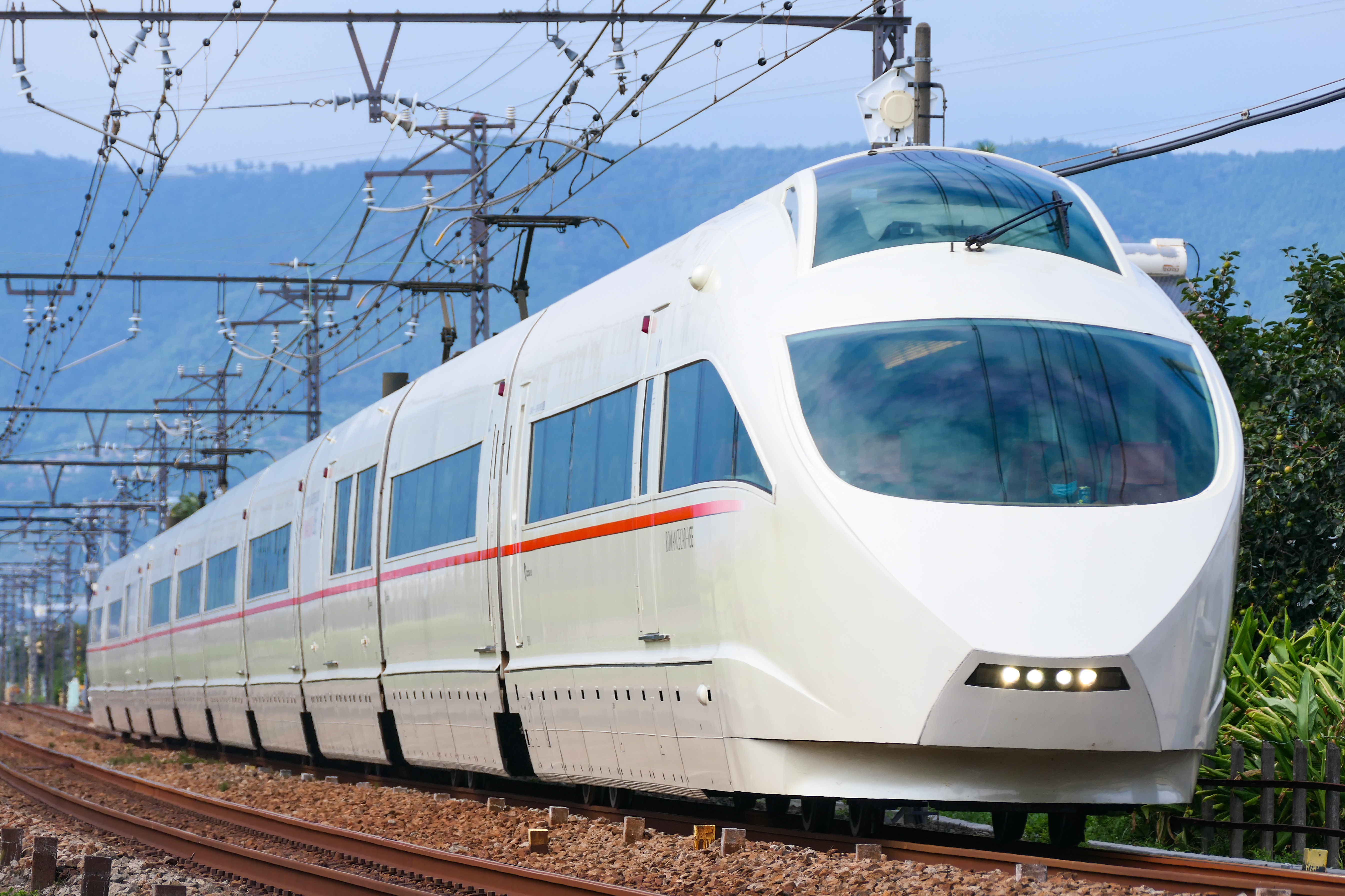
Série 50000 VSE